# Hasbro Interactive

Logo Atari Interactive sous l'ère Hasbro Interactive.

Hasbro Interactive est une entreprise américaine, fondée en 1995 en tant que filiale du fabricant américain de jeux et jouets Hasbro, qui exerce son activité dans le domaine du développement, de l'édition et de la distribution de jeux vidéo. Dès sa création, Hasbro Interactive s’appuie sur des licences de jeux d'Hasbro pour publier des jeux vidéo. En 1998, Hasbro Interactive rachète Atari Interactive, MicroProse et Avalon Hill. À la fin des années 1990, Hasbro rencontre des difficultés financières et en 2001, Hasbro Interactive est racheté par l'éditeur français Infogrames Entertainment qui la renommera Infogrames Interactive puis Atari Interactive en 2003.

## Description

### Hasbro Electronic Entertainment
L'entreprise est créée en 1995 par Tom Dusenberry, un ancien de Parker Brothers (Parker Brothers est racheté par Tonka en 1987, puis Hasbro rachète Tonka en 1991) sous l'appellation Hasbro Electronic Entertainment.
Hasbro Interactive a pour but de permettre à Hasbro de se lancer dans le milieu des jeux vidéo. Plusieurs propriétés d'Hasbro, comme le Monopoly et le Scrabble, avaient déjà été converties en jeux vidéo à succès par des développeurs licenciés, tels que Virgin Interactive. Avec l'expérience de Hasbro dans le jeu, le secteur du jeu vidéo semblait être une évolution naturelle de l'entreprise et une bonne occasion pour accroître les revenus. L'objectif de Hasbro Interactive est de développer et publier des jeux basés sur la propriété Hasbro.
L'entreprise est renommée Hasbro Interactive en 1996.

### Hasbro Interactive
Dès sa création, Hasbro Interactive s'appuie sur des licences Hasbro pour rentrer dans le divertissement interactif en publiant Monopoly en fin d'année 1995 sur PC (portage sur Windows 95), puis Scrabble en 1996. Hasbro Interactive utilise aussi le portefeuille de marque de sa filiale Parker Brothers pour sortir des adaptations en jeu vidéo de Trivial Pursuit en 1995 et en 1996 Cluedo, Ultimate Yahtzee et Risk: The Game of Global Domination. Tous ces jeux sont produits sur différentes plates-formes comme PlayStation, Macintosh et Windows.
En 1997, Hasbro Interactive augmente ses revenus de 145 % passant de 35 millions à 86 millions de dollars.
Hasbro Interactive est aussi bien axé sur son développement interne que son développement externe. Le 23 janvier 1998, Hasbro Interactive rachète à JTS les propriétés intellectuelles de la société Atari Corp. en espérant faire renaître l'intérêt pour des jeux comme Asteroids et Missile Command. Plus précisément, une filiale d'Hasbro Interactive nommée Hiac Xi Corporation rachète le tout pour 5 millions de dollars. La filiale Hiac Xi est renommée Atari Interactive.
De plus, l'entreprise rachète en août 1998 des petites entreprises de développement et d'édition de jeux vidéo comme MicroProse pour 70 millions de dollars et Avalon Hill pour 6 millions de dollars. Grâce au rachat de Avalon Hill, Hasbro récupère les droits de 300 jeux. Ces acquisitions permettent à Hasbro Interactive d'augmenter ses revenus de 127 % en 1998 à 196 millions de dollars et obtenir des bénéfices de 23 millions de dollars. La progression d'Hasbro Interactive est si rapide qu'il est question d'atteindre 1 milliard de dollars de revenus d'ici à 2002.
En 1998, Hasbro Interactive obtient également la licence de Frogger de Konami, qui rentre dans le top 5 des ventes de jeux sur PlayStation. Dès 1998, Hasbro Interactive utilise le catalogue Atari, et sort par exemple Centipede ou Asteroids sur PC ou des compilations en collaboration avec Midway Home Entertainment comme Arcade's Greatest Hits: The Atari Collection 2
Durant ces années, Hasbro Interactive utilise toujours comme levier pour augmenter les revenus les marques de jeux d'Hasbro, de MicroProse, Avalon Hill mais aussi Wizards of the Coast qui a été racheté en septembre 1999 par hasbro pour 325 millions de dollars.
Au début de l'année 1999, Hasbro Interactive lance le site Games.com (nom de domaine acheté par Hasbro depuis 1995) pour proposer des jeux vidéo en ligne.
Hasbro Interactive devient le 3e éditeur de jeu vidéo en trois ans, depuis sa fondation. En 4 ans, le chiffre d'affaires a augmenté de 577 %. Mais Hasbro Interactive perd 74 millions de dollars sur 237 millions de dollars en revenus, avec une croissance de seulement 20 % par rapport à l'année précédente. À la fin de 1999, malgré plusieurs projets en cours et des dizaines de nouveaux jeux en développement, Hasbro Interactive ferme plusieurs studios dans le cadre d'un plan de réduction des coûts. Les studios touchés sont les anciens bureaux de MicroProse situés à Alameda en Californie et Chapel Hill en Caroline du Nord. Certains anciens employés de MicroProse débauchés par Hasbro Interactive lancent l'entreprise de développement de jeu vidéo Vicious Cycle Software en 2000.

### Rachat par Infogrames Entertainment
Lors de l'éclatement de la bulle internet en 2000, le prix de l'action Hasbro perd 70 % de sa valeur en seulement une année et l'entreprise affiche une perte nette pour la première fois en deux décennies. 
Face à ces difficultés, le 29 janvier 2001, Hasbro revend 100 % de Hasbro Interactive à l'éditeur de logiciels français Infogrames. La vente comprend presque tous les droits des jeux vidéo et des propriétés Hasbro Interactive, la marque Atari et ses propriétés intellectuelles, le site Games.com, le développeur MicroProse avec une liste de 250 titres, mais ne comprend pas la propriété d'Avalon Hill. Le prix de vente d'Hasbro Interactive est de 100 millions de dollars, 95 millions représentés par 4,5 millions d'actions ordinaires de l'entreprise Infogrames Entertainment et 5 millions de dollars en espèces. Selon les termes de l'accord de vente, Infogrames acquiert le droit de développer des jeux basés sur des propriétés d'Hasbro pour une période de 15 ans ainsi qu'une option pour 5 années supplémentaires basés sur les résultats.
Hasbro Interactive devient Infogrames Interactive, puis le 7 mai 2003, Infogrames Interactive est renommé Atari Interactive Inc., une filiale en propriété exclusive d'Infogrames Entertainment SA.

### Rachat des propriétés intellectuelles Hasbro
En 2005, Hasbro rachète les droits de ses jeux numériques à licence Hasbro pour 65 millions de dollars auprès d'Atari SA (Infogrames Entertainment se renomme Atari SA en 2003). Grâce à la transaction, Atari SA acquiert un contrat exclusif de 10 ans pour produire des jeux vidéo basés sur 10 franchises clés Hasbro, incluant Donjons et Dragons, Monopoly, Scrabble, Destins, Bataille navale, Cluedo, Yahtzee, Simon, Risk et Boggle. Hasbro rachète les droits numériques de Transformers, My Little Pony, Tonka, Magic : l'assemblée, Puissance 4, Candy Land et Playskool.

## Évolution du logo

Hasbro Electronic Entertainment 1995
1996 - 2000
1997 - 1999
1999 - 2000
1999 - 2001